# Straattaal

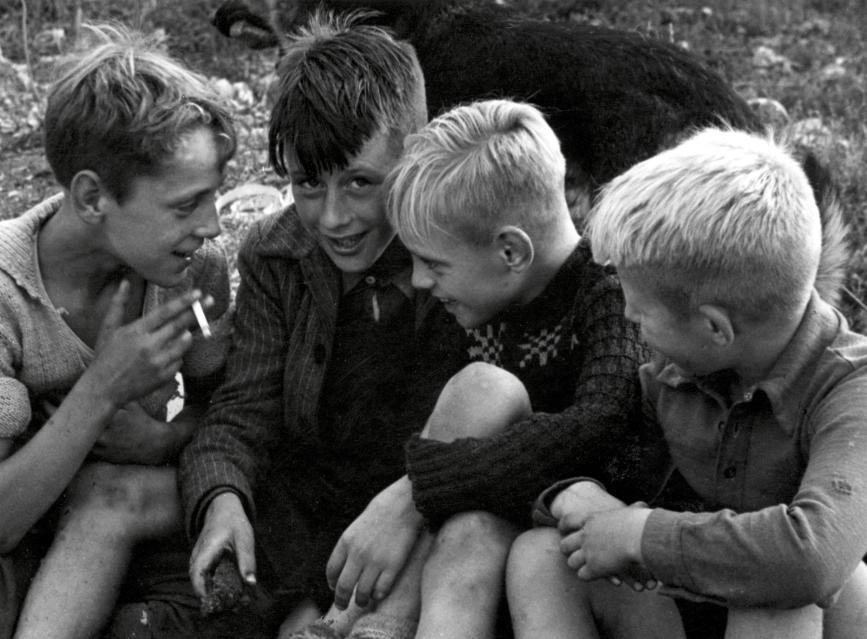
Straatjongens in 1949

Straattaal is een taalvariëteit, die beschreven kan worden als multi-etnolect en jongerentaal. Het is een mengtaal van de standaardtaal en verschillende minderheidstalen van een regio, die vooral voorkomt onder jongeren in grote steden, waarin verschillende culturele en sociale achtergronden samenleven. Het wordt vooral door jongeren gesproken in het dagelijks leven op school en op straat, naast de standaardtaal van het land waar ze wonen.
Niet alle straattaalsprekers behoren tot dezelfde groep of subcultuur. Voor straattaal geldt dan ook, net als voor jongerentaal in het algemeen, dat ze niet toegeschreven kan worden aan een afgebakende groep jongeren en er niet één straattaal is. Per regio verschilt de vorm en het vocabulaire van een straattaal, onder het 'straattaaluniversum' vallen dus ook meerdere regiolecten of dialecten. Zo bestaan er per regio andere gebruiksvormen van straattaal; in Utrecht is dat het Murks, in Amsterdam-West de 'ish-taal', en in Amsterdam-Zuidoost wordt weer veel gebruik gemaakt van de 'omkeertaal' (Smibanese straattaal). Daarnaast verschilt ook het vocabulaire van de Nederlandse straattaal van regio tot regio. In Belgisch Limburg wordt bijvoorbeeld onder jongeren een Limburgse straattaal gesproken, het Algemeen Cités, dat qua woordenschat weer niets weg heeft van de standaard Amsterdamse straattaal. Straattaal verandert erg snel, wat de ene dag 'in' is, is de volgende dag weer 'uit'.

## Achtergrond
De aanduiding straattaal wordt door Nederlandse taalkundigen in het bijzonder gebruikt voor de Nederlandse interetnische mengtaal (multiethnolect) die aan het eind van de 20e eeuw ontstond op plaatsen waar autochtone en relatief veel allochtone jongeren met elkaar samenleefden, een taalvorm die kan worden gezien als een nieuwe Nederlandse taalvariant. De taal ontstond door spontane communicatie onder met name jongeren, die het Nederlands aanvankelijk gebrekkig spraken.

### Eerdere vormen
Een straattaal is niet iets nieuws in Nederland. Neem bijvoorbeeld het Amsterdamse dialect, dit kende al veel eerder invloeden van talen die werden meegebracht door de immigranten toen deze zich in grotere groepen in de stad settelden. Zo kent het veel invloeden uit het Bargoens en het Jiddisch, door de instroom van Vlamingen, Bourgondiërs en Joden in de afgelopen eeuwen. In eerste instantie waren dit ook straattalen (Argot), die in de volksmond werden beschreven als een dieventaal of geheimtaal. Oftewel, een geheimzinnige Nederlandse straattaal gebaseerd op talen meegebracht door immigranten, is niet iets nieuws.

## Definitie

### Straattaal versusslang
Straattaal moet niet worden verward met het begrip slang, maar gebruikt ook wel woorden uit het Amerikaanse slang.

### Straattaal versus etnolect
Straattaal is niet hetzelfde als een etnolect:
1. Terwijl een etnolect een variant is van een bepaalde taal die beïnvloed is door één andere taal, is straattaal een mengvorm van een taal met woorden en uitdrukkingen uit verschillende andere minderheidstalen.[5]
2. Terwijl een bepaald etnolect slechts gebruikt wordt door een bepaalde groep mensen met eenzelfde afkomst (een zogenaamde etnie), wordt straattaal gehanteerd door een kleine groep (vooral jongeren) van diverse afkomst.
3. Nog een belangrijk verschil tussen straattaal en etnolect is het opnemen van allerlei Amerikaanse slangwoorden en -uitdrukkingen in straattaal ("chillen", "dope", "click", "moven", "check it!") die qua spelling en uitspraak vernederlandst worden, wat niet gebeurt in een etnolect.

### Multi-etnolecten
In meerdere grote steden in Noordwest-Europa is een vorm van straattaal ontstaan, die is opgebouwd uit een mengsel van meerdere immigranten talen en de standaard gesproken taal in de regio. Dit worden multi-etnolecten genoemd, naar de combinatie van multi en etnolect, een taalvariant gevormd uit meerdere talen van verschillende etnische achtergronden. Voorbeelden hiervan zijn het Kebabnorsk in Noorwegen, Kiezdeutsch in Duitsland, Rinkebysvenska in Stockholm en het Jafaican of Multicultural London English in Londen.

## Situatie in Nederland
| Nederlands                          | straattaal                      |
| ----------------------------------- | ------------------------------- |
| Amsterdam                           | Damsko, Damsco                  |
| Rotterdam                           | Roffa                           |
| Den Haag                            | Agga                            |
| Centraal Station                    | centje                          |
| hond                                | daggoe                          |
| feest                               | fissa                           |
| verhaal vertellen                   | tori praten                     |
| 100 euro                            | barkie                          |
| saai                                | dede                            |
| wat doe jij nou?                    | kifesh met jou? fakka met jou ? |
| hoe gaat het ?                      | ewa, fakka                      |
| dronken                             | appa                            |
| alcohol, drank                      | lika, daroe                     |
| drugs                               | sos, sossa                      |
| kwade geest                         | bakroe, bakru                   |
| chaos                               | herres                          |
| boos worden                         | rwina krijgen                   |
| tegenstanders                       | opps                            |
| blanke Nederlander                  | bakra, tatta, balanda           |
| Nederlander van Marokkaanse afkomst | Mocro, morro                    |

In Nederland is de straattaal vaak een mengsel van Nederlands, Engels, Sranantongo, Papiaments, Turks, Marokkaans-Arabisch en Berbers woorden. Echter zijn deze leenwoorden vaak niet één-op-één uit deze talen overgenomen, maar zijn deze woorden verbasterd naar vormen die dichter bij het Nederlands liggen, of zijn deze door de tijd heen veranderd naar andere woorden. Een voorbeeld van zo een vernederlandst woord is hosselen, dat komt van het Engelse to hustle (zelf weer ontleent aan het Nederlandse hutselen) en "dingen bij elkaar scharrelen" betekent. Ook worden er Nederlandse woorden gebruikt, die van betekenis zijn veranderd (bijvoorbeeld spijker = gierig persoon).   
Straattaal is een snelle taal die doorlopend verandert. Zo werd woellah, wllah, wallah en later wollah (betekenis: "Ik zweer het op God/Allah"). Ook zit er een groot verschil in het vocabulaire van de straattalen tussen de grote steden van Nederland, maar ook binnen een stad kan dit per buurt verschillen. Het is dus een erg lokale vorm van taal. Deze plaatsafhankelijkheid ook terug te zien in het betekenis van algemeen gebruikte straattaal-woorden als pleintje, dat in iedere buurt verwijst naar een ander (voetbal)pleintje.   

### Vocabulaire en grammatica
Vaak eindigen de straattaal-woorden op -oe, -ie, -a, -o, of -sh. Naast het vocabulaire is er ook grammaticaal een vervorming gemaakt ten opzichte van het Standaardnederlands. De werkwoordsvormen worden vaak gemaakt met gaan, pakken en krijgen (vb.: "ga me niet schreeuwen" = "schreeuw niet tegen mij", "je gaat zien" = "je zult het nog wel zien", en "trenna pakken" = "de trein nemen / met de trein gaan"). Onzijdige woorden worden vaak behandeld als mannelijke en vrouwelijke woorden. Dat wil zeggen dat de, deze en die worden gebruikt in plaats van het, dit en dat (vb.: de juiste merk, deze probleem, die mooie meisje). Daarnaast worden de bijvoeglijke naamwoorden (adjectieven) verbogen na een lidwoord (vb.: "dat is een shie goeie merk" = "dat is echt een goed merk"). In het Standaardnederlands krijgen adjectieven na een lidwoord geen buigings-e bij een het-woord (het merk) na het onbepaalde lidwoord een, alleen bij een de-woord is dit gebruikelijk. In straattaal worden echter alle woorden behandeld als de-woorden, dus gebeurt dit ook met het-woorden.

### Ish-taal
In Amsterdam spreekt een aantal jongeren een eigen geheimtaal, de 'ish-taal'. Daarover is weinig bekend. De ish-taal vindt zijn oorsprong in Amsterdam eind jaren 90, met name onder de gangers van de Laurenskerk in de Spaarndammerbuurt. Anno 2018 kun je mensen deze 'geheime' taal in Amsterdam-West nog steeds horen spreken. Ze was vooral bedoeld om de autoriteiten te slim af te zijn en werd vaak gebruikt in gesprekken met en tussen gedetineerden, maar is ook populair op scholen onder leerlingen als geheimtaal voor docenten. In de ish-taal wordt een Nederlands woord compleet veranderd. Er worden voor klinkers de letters ish- geplaatst, waardoor de woorden voor het ongetrainde oor volstrekt onverstaanbaar worden (vb. Bisheste tishaal ishooit = Beste taal ooit). Echter zijn de woorden zelf zonder de ish-vervoeging wel grotendeels Standaardnederlands.

### Omkeertaal of Smibanese
In Amsterdam-Zuidoost, ook wel de Bijlmer genoemd, is een andere variëteit van straattaal ontstaan in de 2010er jaren, zij wordt de 'omkeertaal' of Smibanese genoemd. Het woord Smibanese is zelf een omkeertaal-woord, ontstaan uit het woord Smib, wat de omgekeerde vorm is van het woord Bims (verbastering van het eerder gebruikte Bimre), de naam van de Bijlmer in straattaal. Deze omkeertaal wordt gekenmerkt door het omdraaien van de letters of lettergrepen van woorden afkomstig uit het Standaardnederlands of de Amsterdamse straattaal, vergelijkbaar met het Verlan uit Frankrijk. Zo wordt 'kom' mok, 'mooi' ooim, 'meid' deim, 'niks' skin en 'snap' pans. Naast de omkeervervormingen wordt er in het Smibanese ook veel gebruik gemaakt van straattaal-woorden verkregen uit het Sranantongo, Engels, Papiaments, Marokkaans-Arabisch en Berbers, Turks, Ghanees en het Nederlands, met het Sranan als belangrijkste component, oftewel een duidelijke weerspiegeling van de multiculturele samenleving in Amsterdam-Zuidoost.

## Situatie in Vlaanderen
In Vlaanderen is de Antwerpse straattaal een combinatie van het Antwerps dialect, Marokkaans-Arabisch, Berbers, Frans en het Amerikaanse Engels. Een opvallend verschil met de Nederlandse straattaal is dat de Vlaamse variant veel dichter aanleunt bij het lokale dialect. De bekendste Vlaamse straattaal is het Algemeen Cités, een straattaal die vooral in de oude mijnbouwstreken van Belgisch Limburg voorkomt, en afkomstig is uit het mengtaaltje dat gebruikt werd door mijnwerkers. De belangrijkste bronnen voor het Algemeen Cités zijn het Italiaans, het Grieks, het Spaans, het Frans en het Engels. Heel wat woorden uit het Algemeen Cités hebben intussen ingang gevonden in de algemene Vlaamse jongerentaal. Voorbeelden van Vlaamse straattaal zijn "scasseren" voor "onzin vertellen" (Italiaans: scassare), "wat een bordel" voor "wat een toestand" (Italiaans: bordello), "ik zweer u" voor "ik verzeker je" (Italiaans: ti giuro), "ga kakken" voor "maak dat je wegkomt" (Italiaans: va a cacare), "patat" voor iets dat heel mooi is (Italiaans: pattata) etc.

## Sociale betekenis

### Sociale identiteit
Straattaal is niet alleen een manier van communiceren, het is ook een belangrijk onderdeel van het uitdrukking geven aan de sociale identiteit. De straattaal is een manier voor de grotendeels hiphopjeugd om zich af te zetten tegen het Standaardnederlands en gebruiken het om hun sociale positie en onderlinge verbondenheid te beklemtonen. Het kan daarmee een voorbeeld zijn van anti-taal.

### Sociale gevolgen
Sommigen vinden het gebruik van straattaal een teken van verpaupering van het taalvermogen en infantilisering van de cultuur. Straattaal wordt licht denigrerend soms ook vergeleken met 'smurfentaal' door de oudere generatie. Anderen vinden het een natuurlijke en waardevolle ontwikkeling die bijdraagt aan de interculturele communicatie en de ontwikkeling van jongeren. Taalkundigen discussiëren geregeld over de precieze waarde en betekenis van straattaal. Uit onderzoek van René Appel (1999) is gebleken dat het gebruik van straattaal positief gerelateerd is aan de beheersing van het Nederlands: jongeren die het Nederlands niet goed beheersen, gebruiken minder straattaal dan jongeren van wie die beheersing goed is. In tegenspraak daarmee is gebleken dat juist in een sociale omgeving van lager opgeleiden meer straattaal wordt gebruikt. Zo wordt er duidelijk meer straattaal gebruikt in de achterstandsbuurten van Rotterdam, dan in meer welvarende wijken van deze stad.
Het is nooit de bedoeling geweest vaste regels te hebben in de straattaal. Vaak zijn er geografische verschillen in betekenis, maar van tijd tot tijd maken die een grote verandering door.

### Overname standaardtaal
Straattaal-woorden worden in de loop van de tijd vaak opgenomen in de standaardtaal, omdat deze worden overgenomen door andere groepen, tevens niet-jongeren, binnen een samenleving. Dit kan ook onder een andere betekenis zijn. Zo komt het woord wappie (verbastering van het Sranantongo-woord wappa, wat 'stoned' betekent) uit de Nederlandse straattaal, waar het al in de 1990er jaren gebruikt werd voor mensen die onder de invloed van drank of drugs waren (vb.: "hij is helemaal wappie"). Rond 2005 kwam hierbij het gebruik als synoniem voor gekkie in de straattaal (vb.: "hij is echt een wappie"). Sinds de coronacrisis is het woord ook volledig opgenomen in het Standaardnederlands, en wordt met name gebruikt als sleur naar complotdenkers (vb.: coronawappie, viruswappie, reliwappie). In 2020 is het woord als zelfstandig naamwoord opgenomen in de Dikke van Dale als "iemand met bizarre, niet op feiten gebaseerde opvattingen over een bepaalde kwestie". Het woordenboek nam het woord ook al als bijvoeglijk naamwoord op in 2017, onder de betekenis "onder invloed van drugs" en "niet goed wijs". In 2021 werd wappie bij de verkiezing van Genootschap Onze Taal verkozen tot Woord van het jaar.

## Media
- Straattaal komt overigens niet alleen tot uitdrukking in het gesproken taalgebruik van de jongeren, maar ook in kunst zoals tags (graffiti) en rapmuziek. Er is een hechte relatie tussen de straattaal-dialecten en de regionale hiphopcultuur.
- Straattaal wordt ook gebruikt als verkoopmiddel, zo was er de Douwe Egberts-reclame in 2004, waar twee kranige omaatjes (de Gangster Oma’s) met elkaar in straattaal praten tijdens een theekransje.[17]